# Ponte Lambro
Ponte Lambro est une commune italienne de la province de Côme dans la région Lombardie en Italie.

## Transport
La commune est traversée par la ligne de Milan à Asso, la gare de Pontelambro - Castelmarte est une halte voyageurs desservie par des trains régionaux R.

## Administration
| Période                                  | Période | Identité                | Étiquette | Qualité |
| ---------------------------------------- | ------- | ----------------------- | --------- | ------- |
| 1976                                     | 1995    | Carlo Tavecchio         |           |         |
| 1995                                     | 2004    | Romano Paiella          |           |         |
| 2004                                     | 2014    | Andrea Cattaneo         |           |         |
| 2014                                     | présent | Ettore Antonio Pelucchi |           |         |
| Les données manquantes sont à compléter. |         |                         |           |         |

### Communes limitrophes
Caslino d'Erba, Castelmarte, Erba

## Personnalités liées à la communauté
- Carlo Tavecchio (1943-2023), homme politique et directeur sportif italien.